# Protéine de mouvement

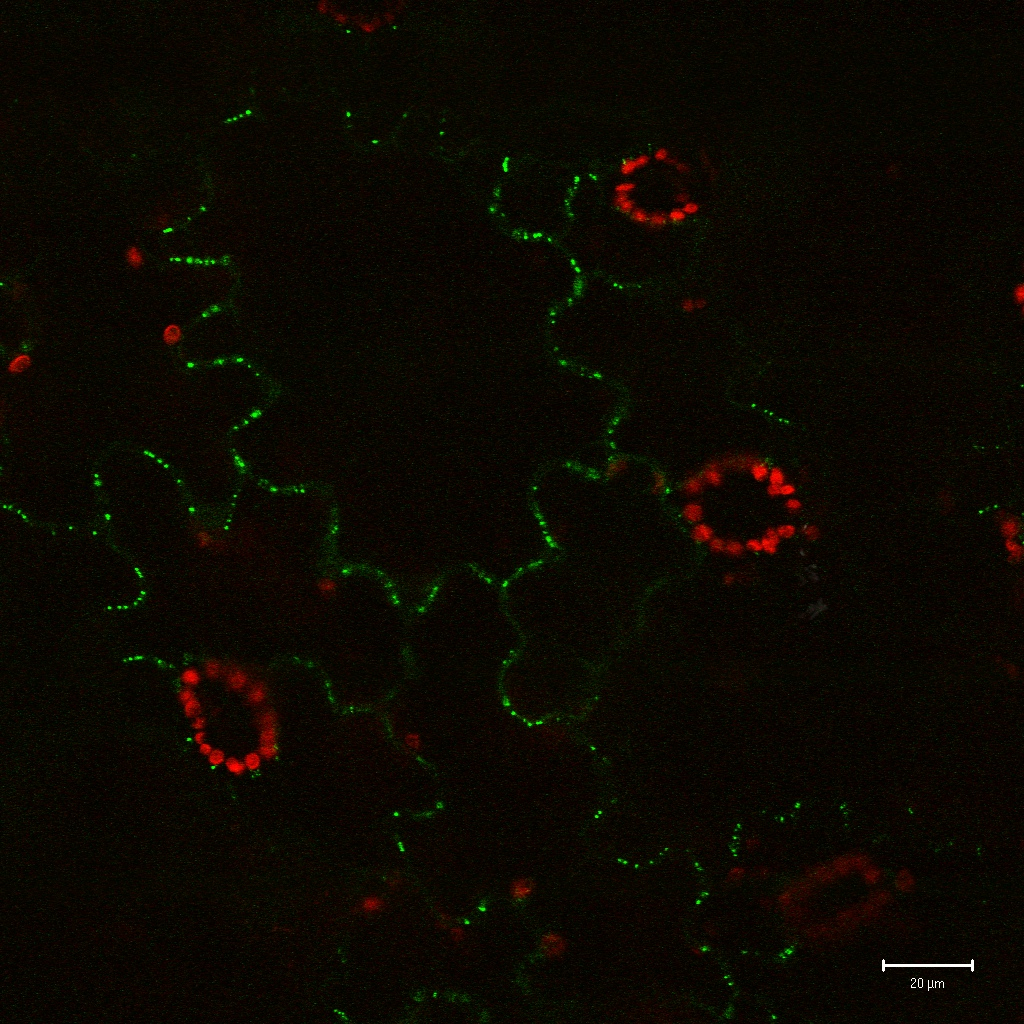
La protéine TMV MP30 se localise dans les plasmodesmes lorsqu'elle est fusionnée avec la GFP (Image obtenue par microscopie confocale à balayage laser).

Une protéine de mouvement, ou protéine de transport, est une protéine virale non structurale codée par certains virus de plantes pour permettre leur déplacement d'une cellule vers ses voisines. La plupart des phytovirus codent une protéine de mouvement, et certains en expriment plusieurs.
En effet, le succès de l'infection d'une plante par un phytovirus dépend de sa capacité à changer de cellules, et, contrairement aux cellules animales, les cellules végétales ont des parois cellulaires robustes, que les virus ne peuvent pas facilement pénétrer.
La protéine de mouvement du virus de la mosaïque du tabac (TMV) a été la plus étudiée. 
Les phytovirus peuvent également être transportés à plus longue distance dans l'organisme de la plante-hôte en circulant dans les tubes criblés du phloème.

## Mouvement entre cellules
La plupart des virus de plantes se déplacent entre les cellules végétales par les plasmodesmes, sortes de pores dans les parois cellulaires qui permettent aux cellules de communiquer entre elles. Les plasmodesmes ne permettent généralement le passage que de petites molécules diffusibles, telles que divers métabolites. Ni les particules virales, ni l'acide nucléique génomique viral ne peuvent traverser les plasmodesmes sans aide.

## Fonction des protéines de mouvement
Les protéines de mouvement modifient les plasmodesmes selon deux mécanismes :
Premier mécanisme : les protéines de mouvement de nombreux virus de plantes s'assemblent pour former un tubule de transport dans le pore des plasmodesmes qui sont fortement modifiés. Ce mécanisme permet le passage du virus sous forme de virions assemblés. Le virus de la mosaïque du niébé (CPMV) et le virus de la maladie bronzée de la tomate (TSWV) sont des exemples de virus qui utilisent ce mécanisme. 
Deuxième mécanisme : les protéines de mouvement s'associent au génome du virus pour former des complexes de ribonucléoprotéines. Les protéines de mouvement provoquent une dilatation réversible des plasmodesmes pour permettre le transport du génome (ARN ou ADN) viral dans les cellules voisines sous forme de ces complexes. La protéine de mouvement 30 KDa du TMV (virus de la mosaïque du tabac) agit par ce mécanisme, bien qu'elle puisse également jouer d'autres rôles dans l'infection.